# Unione Sportiva Vigor Senigallia Calcio Femminile
L'Unione Sportiva Vigor Senigallia Femminile fu una società calcistica femminile con sede a Senigallia (AN), affiliata alla FIGC, con sede in Via Montenero. Ha partecipato al campionato di Serie A per tre stagioni consecutive.

## Storia

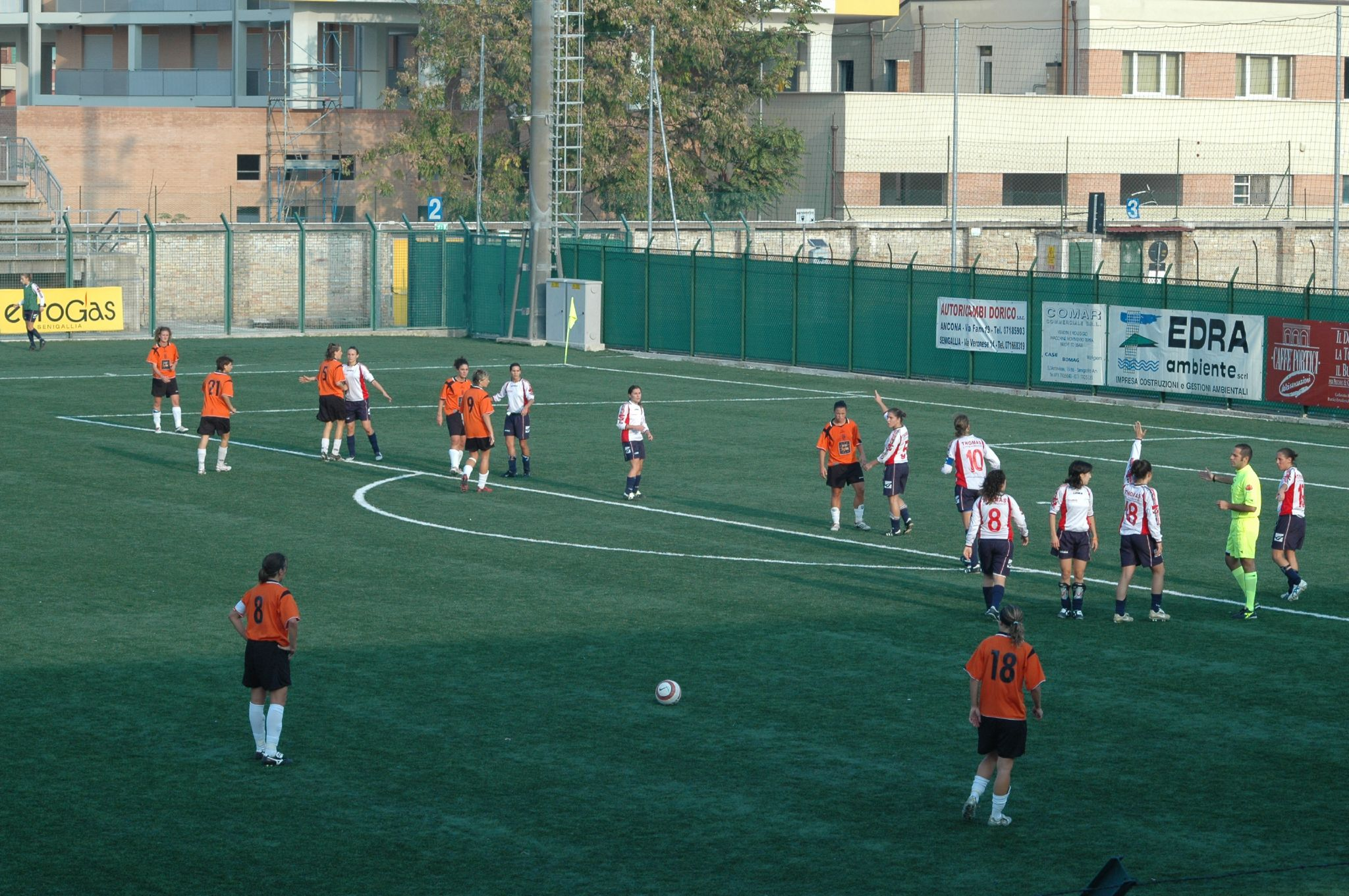
Una fase della partita con la Torres, in maglia arancione, valida per il campionato 2006-2007.

La società nasce nel 1978 come Associazione Calcio Femminile Senigallia su iniziativa di Cino Giulianelli e Pippo Giuffrida, quest'ultimo ex centrocampista della Vigor maschile e, tra le altre, della Jesina, i quali raccolgono le richieste delle ragazze del territorio senigalliese che, appassionate di calcio, sono desiderose di competere nel campionato italiano femminile di calcio. Nel 1992 la società muta denominazione acquisendo nella ragione sociale anche "Vigor" con cui si identifica la storica società calcistica della cittadina.
Dopo i primi quattro anni, dove la squadra partecipa a campionati organizzati dall'Unione Italiana Sport Per tutti (UISP), nel 1982 ottiene l'affiliazione alla Federazione italiana gioco calcio femminile (FIGCF), iscrivendo una formazione a 11 ai campionati regionali, vincendo tre Serie C Marche e raggiungendo, dopo due rinunce per motivi economici, la Serie B alla quale viene iscritta per la prima volta nella stagione 1998-1999.
Gli anni più prestigiosi sono quelli ottenuti dalla società nella prima parte del XXI secolo.
Al termine della stagione 2001-2002 raggiunge la quinta posizione del Girone C, che se anche non sufficiente a ottenere la promozione tuttavia le consente un ripescaggio da parte della Lega Nazionale Dilettanti (LND) dopo la rinuncia delle aventi diritto Gordige Calcio Ragazze e Isernia Donna. Iscritta alla Serie A2, l'allora secondo livello del calcio femminile italiano, al termine della stagione 2002-2003 (a girone unico) ottengono un quarto posto, rimandando di un anno la promozione ottenuta al termine della stagione 2003-2004, chiusa al primo posto del Girone B con 53 punti ottenuti, 17 sulle sue due dirette inseguitrici.
Al debutto in Serie A riesce ad ottenere la salvezza raggiungendo il nono posto al termine della stagione 2004-2005, ottenendo nel frattempo risultati di prestigio in Coppa Italia, rivelandosi rivelazione del torneo e raggiungendo la finale della stagione 2004-2005, persa poi per 2-0 contro la Torres.
La stagione 2005-2006 risulta la migliore della società, conclusa al quinto posto dalle Vigorine, ma già la stagione successiva non riesce più ad essere competitiva e con 20 punti conquistati su 22 incontri raggiunge l'undicesima e penultima posizione che la costringe alla retrocessione. Nella stessa stagione è stata esclusa dal secondo turno della Coppa Italia come decisione del giudice sportivo, perché la squadra si era rifiutata di scendere in campo contro l'Agliana per motivi legati a questioni burocratiche circa l'iscrizione della Vigor alla Serie A.
Non riuscendo a sostenere economicamente la squadra, invece di accedere alla Serie A2 come avente diritto la società si iscrive al campionato di Serie B regionale, subendo anche da parte della federazione un punto di penalizzazione comminato come sanzione accessoria per inadempimenti finanziari. La stagione 2007-2008 si rivela estremamente negativa, con un organico incapace di essere competitivo che chiude il campionato all'ultimo posto perdendo tutte le 22 partite del torneo. Viste le difficoltà economiche nell'estate 2008 la dirigenza comunica alla FIGC-LND la propria inattività.

## Palmarès

### Competizioni nazionali
- Campionato italiano di Serie A2: 1

2003-2004

### Altri piazzamenti
- Coppa Italia:

Finalista: 2004-2005